# Процесна археологија
Процесна археологија (позната и као нова археологија) је археолошка теорија која почиње да се појављује 1958. године у раду Гордона Вилија и Филипа Филипса, Метод и теорија у америчкој археологији (енгл. Method and Theory in American Archаеоlogy)у ком су изнели "америчка археологија је антропологија или ништа". Они су парафразирали Фредрика Вилијама који је изнео: "Моје уверење је да антропологија мора изабрати између тога да буде историја или ништа". Ова идеја подразумева да је циљ археологије заправо циљ антропологије, која покушава да одговори на питања о људима и људском друштву. Ово је била критика претходног периода у археологији, културно-историјске археологије, у којој су археолози сматрали да су све информације о људима и њиховим начинима живота које се налазе у артефактима изгубљене. Они су сматрали да је посао археолога да каталогизује и опише артефакте, како би створо временске периоде на основу њих.
Заговорници процесне археологије су износили да је помоћу строге примене научног метода могуће изучавати друштва којих нема на основу њихових материјалних остатака. Колин Ренфру, један од најпознатијих нових археолога, је 1987. године рекао да се нова археолога фокусира на "историјске процесе који су у корену промена". Он додаје да је археологија "научила да говори са великим ауторитетом и прецизношћу о екологији прошлих друштава, њиховој технологији, њиховој економији и друштвеној организацији. Сада је почела да се интересује за идеологију прошлих друштава: њихову религију, начин на који су се изјашњавали о свом рангу, статусу и групном идентитету."

## Теорија
Теоријски оквир у основи процесне археологије је културни еволуционизам. Због ове основе процесни археолози верују да могу да разумеју културни систем друштава на основу остатака које су оставили. Ово је услед тога што је Лесли Вајт изнео теорију да се културе могу описати ка екзоматско (ван тела) као средство еколошке адаптације људи. Другим речима, процесни археолози изучавају адапције друштава на околину. Овај нагласак еколошких адаптације заснива се на културној екологији и милтулинеарној еволуцији коју је предложио Џулијан Стјуарт. Како оваква адаптацијја, саму културу одређује еколошко окружење. Резултат оваквог размишљања је виђење да се културна промена дешава услед предвидивих фактора, што значи да их археолози могу анализирати и изучавати. Због овога је парадигма добила име: она проучава културне процесе - процесна археологија.
Заговорници процесне парадигме су морали да направе нови методолошки приступ којим ће моћи да анализирају археолошки материјал систематичније, слично природним наукама. Различити истраживачи су имали различите приступе овом проблему. Луис Бинфорд је сматрао да су потребне етно-историјске информације како би се могао разумети археолошки контекст. Због овог приступа настаје етноархеологија, студија сличних култура које су користиле предмете сличне артефактима. Бинфорд је желео да докаже да су предмети из мустеријенске културе, која је трајала током леденог доба, одговор на природне услове. Због овога је боравио са племенима Аљаске, где су услови слични онима из периода мустеријена. Бинфорд је имао доста успеха са оваквим приступом, иако је сама етноархеологија била доста критикована од стране каснијих постпроцесних археолога.
Ова нова парадигма доноси и нови методолошки приступи истраживању, попут укључивања логичког позитивизма (идеја да су сви аспекти културе доступни путем материјалног записа), коришћење квантитативних података, и хипотетичко-дедуктивног модела (научног метода посматрања и тестирања хипотеза).
Крајем 1960-их и почетком 1970—их година, Кент Фленери је изнео да би се у археологији могла користити теорија система да се нападну питања културе са непристрасне перспективе. Примена теорије система у археологији је имала и позитивне и негативне резултате. Добро функционише када се треба одговорити како су у интеракцији елементи културе, али лоше када треба објаснити зашто су у интеракцији на тај начин. Теорија система је ипак постала важан део процесне археологије, иако није постала засебна парадигма.

## Теоријски развој
Дејвид Кларк са Универзитета у Кембриџу је 1973. године објавио рад у коме наводи да је археологија као дисциплина прешла са оригиналне "племените невиности" на "самосвест" и затим на "критичку самосвест". Као последица тога, он је изнео да је археологија изгубила њену "невиност", како су археолози постали скептичнији према раду својих претходника.
Процесна парадигма је драстично променила виђење археологије у свету. Данас се у САД на археологију гледа као на под-дисциплину анропологије док је у Европи археологија засебна дисциплина.

## Наслеђе
У својој књизи из 2010. године, Метју Џонсон каже да без обзира на протеклих 40 година од свог настанка, "интелектуална питања" које поставља процесна археологија су и даље "апсолутно централна" за археологију.

## Критика
Процесни археолог Дејвид Кларк је изнео да ће нову археологију критиковати аматери, археолози историјских периода (посебно они који се баве теренским радом), иако би они имали доста користи од њене примене.
Процесну археологију убрзо након њеног настанка почињу да критикују археолози који ће развити нову парадигму, постпроцесну археологију. Постпроцесни археолози као мане процесне парадигме износе:
- научни приступ
- генерализацију
- посматрање друштвених појава као да су у питању природни предмети
- тврдњу да постоје "неутралне чињенице"

## Додатна библиографија
- Binford, Lewis R.
  - 1962. "Archaeology as anthropology". In Contemporary Archaeology, ed by M. Leone. p. 93–101. Southern Illinois University, Carbondale.
  - 1965. "Archaeological systematics and the study of culture process". In Contemporary Archaeology, ed. by M. Leone. p. 125–132. Southern Illinois University, Carbondale.
- Binford, Sally R. & Lewis Binford.
  - 1968. New Perspectives in Archaeology. Chicago, Aldine Press.
- Trigger, Bruce.
  - 1989. A History of Archaeological Thought. Cambridge University Press: New York
  - 1984. Alternative Archaeologies: nationalist, colonialist, imperialist. Man 19(3): 355–370.
- Watson, Patty J.
  - 1991. "A Parochial Primer: the New Dissonance as Seen from the Midcontinental United States". In Processual and Postprocessual Archaeologies, ed. by Preucel, Robert W. p. 265–274. Center for Archaeological Investigations.
- White, Leslie A.
  - 1959. The Evolution of Culture. McGraw-Hill, New York.
- Willey, Gordon R., and Philip Phillips.
  - 1958. Method and Theory in American Archaeology. Univ. of Chicago Press, Chicago.

## Даље истраживање
- Balter, Michael. The Goddess and the Bull: Catalhoyuk, An Archaeological Journey to the Dawn of Civilization (2005) - детаљни пример о дебати између процесне и постпроцесне археологије